# 白宫 (莫斯科)
白宫（俄语：Белый дом）是位于俄罗斯首都莫斯科的政府大廈，是俄羅斯聯邦政府及总理官邸的所在地。

## 歷史
白宫由建筑设计师德米特里·切丘林和P. Shteller设计，外形仿自Aeroflot大厦，始建于1965年，于1981年完工。
1981年完工后成为俄罗斯苏维埃联邦社会主义共和国的人民代表大会和最高苏维埃的办公场所，并延续到后来的俄罗斯联邦。白宫还被画在1991年苏联发行的50戈比邮票上。
1991年八一九事件期间，俄罗斯联邦总统叶利钦曾于此登上政变的坦克进行演讲。
1993年10月4日，在俄罗斯宪政危机中，白宫被包围并遭受炮火袭击而引发大火，这一场面非常知名。1994年，杜马选举出来以后迁往莫斯科的另一处大楼，新大楼位于红场附近，左邻莫斯科大劇院并有地铁直达，为原苏联人民委员会所在地。修复后的白宫是俄罗斯聯邦政府所在地，并加上“俄罗斯联邦政府大楼”字样。

## 外部連結
- White House Satellite Views by Google Maps （页面存档备份，存于）
- Официальный сайт Правительства России （页面存档备份，存于）